# Santa Maria do Herval

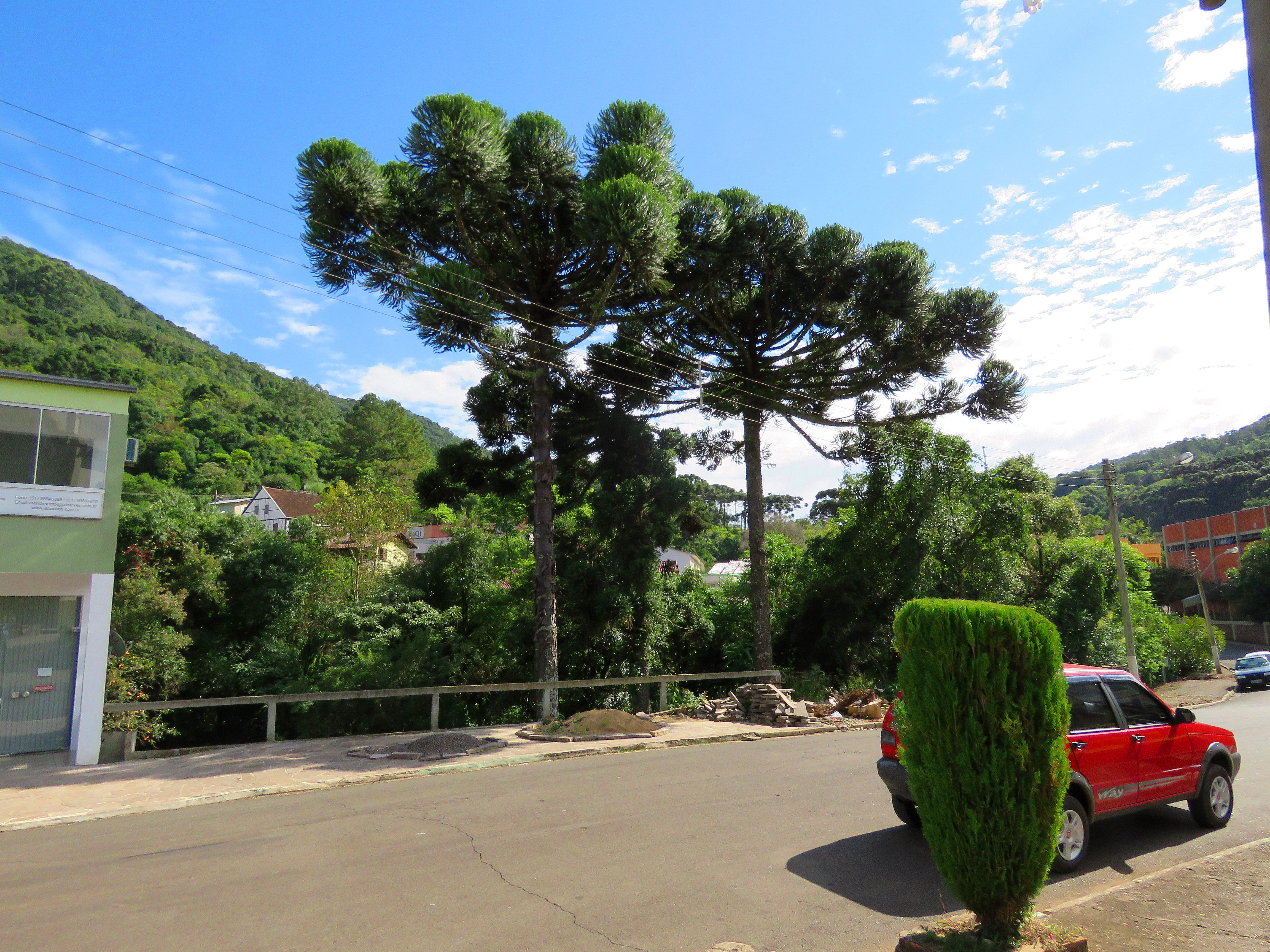
Santa Maria do Herval en julio de 2015

Santa Maria do Herval es un municipio brasileño del estado de Rio Grande do Sul.

## Localización
Se encuentra ubicado a una latitud de 29º29'53" Sur y una longitud de 50º59'34" Oeste, estando a una altitud de 371 metros sobre el nivel del mar. 

## Demografía
Su población estimada para el año 2004 era de 6.297 habitantes.

## Superficie
Ocupa una superficie de 132,62 km².